# Rudolph Wurlitzer Company
Rudolph Wurlitzer Company, normalt bare kaldet Wurlitzer, er et amerikansk firma, tidligere producent af strengeinstrumenter, blæseinstrumenter, kinoorgler, båndorgler, orkestrions, elektroniske orgler, elektriske klaverer og jukebokse.
Wurlitzer skiftede over årene til kun at producere orgler og jukebokse., men nu producerer det ikke længere nogen af delene. Firmaet ligger i North Tonawanda, New York, USA.

## Rudolph Henry Wurlitzer
Rudolph Henry Wurlitzer blev født den 30. januar 1831 i Schöneck, Vogtlandskreis Sachsen, Tyskland, og døde den 14. januar 1914, Cincinnati, Ohio, USA). Familienavnet betyder een fra Wurlitz, som er en lille landsby 30 kilometer SV for Schöneck, men på den anden side af grænsen til Bayern – ved Rehau, Oberfranken. Han emigrerede til USA i 1853 og slog sig ned i Cincinnati. Han begyndte at handle med musikinstrumenter, som havde været den traditionelle næringsvej i familien.
- Heinrich Wurlitzer (1595-1656), fløjtemager
- Hans Andreas Wurlitzer (f. 1701), violinbygger
- Hans Andreas Wurlitzer II (f. 1732-99), violinbygger
- Rudolph Henry Wurlitzer (1831-1914)

## Forretningskarriere
Han begyndte at importere tyske klaverer i 1856 og i 1881 begyndte han at bygge klaverer med "Wurlitzer"-navnet. Han fik i 1872 følgeskab af sin broder Anton, og de dannede firmaet Rudolph Wurlitzer and Brother. I 1890 registrerede de firmaet under navnet Rudolph Wurlitzer Company Inc.
I 1899 sluttede Rudolphs ældste søn Howard Eugene (1871-1928) sig til firmaet som forretningsfører
og han havde et blik for den stigende popularitet af automatiske musikinstrumenter. Med dette for øje
overtog firmaet i 1909 DeKliest Musical Instrument Works i North Tonawanda, New York, og i 1919 købte de Melville-Clark Piano Company i Dekalb, Illinois.
Rudolph Henry Wurlitzer rejste til Berlin i 1891 for at studere violin hos Emanuel Wirth og akustik hos Herman Helmholz. Da han kom tilbage havde han flere administrative stillinger i firmaet. Farny Reginald Wurlitzer (1883-1972) bidrog med praktisk og teknisk viden efter at have studeret hos forskellige europæiske instrument-magere, særligt Phillips & Söhne.

### Jukebokse
I 1880'erne var Wurlitzer ledende distributør for Regina Music Box Company, som efter opfordring fra Wurlitzer havde udrustet deres produkter med sprækker til møntindkast.
I 1899 producerede Wurlitzer Tolophonen et elektrisk drevet klaver med møntindkast. Dette instrument førte til produktion af andre mønt-drevne fonografer, eller jukebokse.

### Kinoorgler
I stumfilmens tid øgede Kinoorglet dramatisk den cinematiske oplevelse fordi det ved hjælp af musik forstærkede handlingen på lærredet. Wurlitzer overtog Robert Hope-Jones's Organ Company i Elmyra, New York, i 1910. I samarbejde med Robert Hope-Jones producerede Wurlitzer i 1911 the Wurlitzer Hope-Jones Unit Orchestra. Tre år senere købte det Hope-Jones ud og overtog hans patenter.
Wurlitzerorglerne blev kaldt Mighty Wurlitzers. Den sidste Wurlitzer blev produceret i 1943 – som andre fabrikanter i branchen et offer for talefilmen, grammofonen og radioen.
Wurlitzer byggede også Harper fra 1909-30 og et opretstående klaver kun 39 tommer højt, – senere kaldt "det første spinet piano". Sammen med dets pionoproduktion kontrollerede Wurlitzer en række andre piano- varemærker og havde adskillige fabrikker og udsalgssteder i de større nordøstlige byer. Efter at have købt Æolian Company i 1985, blev Wurlitzer Company selv overtaget i 1988 af BALDWIN.
Under ledelse af Gibson Guitar Corporation fortsætter Wurlitzer med at producere spinet-, konsol, studio- og Grand pianos, som alle bliver lavet i Syd Korea. Der laveds ikke orgler mere.